# NGC 5507
NGC 5507 é uma galáxia lenticular (SB0) localizada na direcção da constelação de Virgo. Possui uma declinação de -03° 08' 54" e uma ascensão recta de 14 horas, 13 minutos e 19,8 segundos.
A galáxia NGC 5507 foi descoberta em 15 de Abril de 1787 por William Herschel.